# Izaro Motors
Izaro Automóviles es una empresa española dedicada a la fabricación de coches eléctricos de alto rendimiento y diseño propio que toma su nombre de isla de Izaro situada en la costa Cantábrica frente a Bermeo.

## Historia
La historia original de la empresa data de 1922. Su relanzamiento como fabricante de automóviles se inicia en 2010. Desde julio de 2010 circulaban rumores sobre una nueva marca de coches de fabricación española centrada, o al menos con la vocación de construir vehículos deportivos con motorizaciones eléctricas y/o híbridas. La presentación oficial de la misma se hizo con un comunicado que mostraba su logotipo y un breve mensaje
Los primeros datos oficiales sobre los primeros modelos de la marca se hicieron públicos el 16 de agosto de 2010.
Nunca se ha llegado a presentar ningún modelo de la marca.

## Modelos
- 2010: Izaro GT-E